# Lenguas tsimshiánicas
Las lenguas tsimshiánicas son una familia de idiomas hablados en el noroeste de Columbia Británica (Canadá) y el sur de Alaska (Estados Unidos). Alrededor de 2.170 personas de la población étnica de la nación tsimshian en Canadá siguen haciendo uso de alguno de los idiomas tsimshiánicos; cerca de 50 de los 1.300 tsimshian que radican en Alaska hablan el idioma tsimshian de la Costa.
El nombre tsimshian proviene la expresión del tsimshian meridional [ʦʔəm (k)ʃiˈjaːn] 'estuario del [río] Skeena'.

## Clasificación
Las variantes Nisga’a y tsimshian de la costa fueron documentadas por primera vez por Boas, en un esbozo gramatical en Handbook of American Indian Languages (1911) y en dos colecciones de textos, la primera de 1902 en la variedad Nisga’a (dilecto del río Naas) y la segunda de 1912 en tsimshian de la costa.
Excepto por un artículo de Sapier sobre los términos de parentesco en Nisqa'a (1920), no se realizó ningún trabajo lingüístico en esta familia de lenguas hasta finales de los años 1960. Desde entonces se ha realizado progresivamente algún trabajo descriptivo y comparativo por parte de lingüistas como Dunn, Mulder, Rigsby y Tarpent.

### Lenguas de la familia
Las lenguas tsimshiánicas son consideradas por varios lingüistas como un grupo de lenguas sin relación suficientemente demostrada con otras familias lingüísticas. La familia tsimshiánica está compuesta por cuatro variantes: tsimshian (propiamente dicho) y nisga’a-gitksan:
1. Tsimshian (tsimshian marítimo, bajo tsimshian, tsimshian septentrional) 500[4] -930 hablantes (2002)[5]
  1. Tsimshian de la costa (TC) (Tsimshian propiamente dicho, Sm’algyax, Sm’algax̣)
  2. Tsimshian meridional (TM) (Sgüüx̣s)
2. Nass-Gitksan (Tsimshianic del interior, Inland Tsimshian)
  1. Nisga’a (N) (Nisqa’a, Nisg̱a’a, Nishga, Nisgha, Niska, Nass, Nishka) 920 (1997);[6] 800 (2002);[4] 1.500 (2009)[7]
  2. Gitksan (G) (Gitxsan, Gitksanimx̣) 1.200 (2002);[4] 1.330 (2009)[7]

Los hablantes de las variantes TC, N y G llaman a la lengua səm ʔálkaχ 'mejor/auténtica habla' y mientras que los hablantes de TS la denominan skümx̣ 'puestos a parte'.

### Relación con otras lenguas
Las lenguas tsimshiánicas fueron incluidas por Edward Sapir en su hipótesis penutí, misma que en la actualidad no es ampliamente aceptada pero se encuentra bajo investigación por algunos expertos. Recientemente Tarpent (1997) presentó algunas decenas de formas léxicas relacionado las lenguas tsimshiánicas con otras lenguas penutíes, siendo la evidencia prometedora pero poco concluyente.
Entre las propuestas más controvertidas está la del lingüista, John A. Dunn, propuso que las lenguas tsimshiánicas son un brazo de las lenguas indoeuropeas, aunque naturalmente esta propuesta ha sido ampliamente ignorada.

## Descripción lingüística

### Fonología
El inventario consonántico del proto-tsimshian reconstruido a partir de las modernas lenguas tsimshiánicas es:
|                         |             | Labial | Dental | Dental | Palatal | Velar | Labio- velar | Uvular | Labio- uvular | Glotal  |
| ----------------------- | ----------- | ------ | ------ | ------ | ------- | ----- | ------------ | ------ | ------------- | ------- |
| obstruyente no-continua | simple      | *p     | *t     | *c     |         | *k    | *kw          | *q     | *qw           | *ʔ, *ʔw |
| obstruyente no-continua | glotalizada | *pʼ    | *tʼ    | *cʼ    |         | *kʼ   | *kʼw         | *qʼ    | *qʼw          |         |
| Fricativa               | Fricativa   |        | *s, *ɬ | *s, *ɬ |         | *x    |              | *χ     | *χw           | *h, *hw |
| Aproximante             | simple      |        | *l     | *l     | *y      |       | *w           |        |               |         |
| Aproximante             | glotalizada |        | *lʼ    | *lʼ    | *yʼ     |       | *wʼ          |        |               |         |
| Nasal                   | simple      | *m     | *n     | *n     |         |       |              |        |               |         |
| Nasal                   | glotalizada | *mʼ    | *nʼ    | *nʼ    |         |       |              |        |               |         |

Donde se ha usado el alfabeto fonético americanista para las africadas /*c, *cʼ/ (=AFI [ʦ, ʦʔ]).

### Comparación léxica
Los numerales en diferentes variedades tsimshiánicas son:
| GLOSA | Tsimshian | Gitxsan              | PROTO-T     |
| ----- | --------- | -------------------- | ----------- |
| '1'   | kʼɯ́ːl     | kʼiyʼ~kʼyul          | *kʼyul      |
| '2'   | gúˑpʼəl   | ɡilbil~baɢadil       | *k·p·l      |
| '3'   | kʼulíː    | ɡʷlalʼ~ɡʷlun         | *kʼʷl·-     |
| '4'   | tχáːlpχ   | tχalpχ~ tqʼalpχ      | *tqʼalpχ    |
| '5'   | kʷsdúːns  | χʷsdins              | *kʷsd·ns    |
| '6'   | qʼɔ́ːlʼt   | qʼoːlʼt              | *qʼoːlʼt    |
| '7'   | tʼəpχɔ́ːlt | tʼipχoːlʼt           | *tʼ·pχoːlʼt |
| '8'   | jukdɛ́lt   | ɢandoːlʼt~kʼyuχdaːlt | *kʼyukd·lt  |
| '9'   | ksdəmóːs  | χʷsdimoːs            | *ksd·moːs   |
| '10'  | kʼʲɛ́p     | χbilʼ                | *kʼy·p-     |
El signo /·/ se ha empleado para designar la posición probable de una vocal, cuyo timbre es difícil de precisar.